# Distretto di Thai Charoen
Il distretto di Thai Charoen (in thailandese: ไทยเจริญ) è un distretto (amphoe) della Thailandia, situato nella provincia di Yasothon.